# Iablunîțea, Iaremce
Iablunîțea (în ucraineană Яблуниця) este localitatea de reședință a comunei Iablunîțea din regiunea Ivano-Frankivsk, Ucraina.

## Demografie
Componența lingvistică a localității Iablunîțea
     Ucraineană (99,45%)
     Alte limbi (0,5%)
Conform recensământului din 2001, majoritatea populației localității Iablunîțea era vorbitoare de ucraineană (99,45%), existând în minoritate și vorbitori de alte limbi.